# Summerwild Productions
 (novembre 2013).
Summerwild Productions est une maison d'édition canadienne indépendante.
La compagnie a été fondée en 1987 par Ken Budd et est basée à Gibsons, une petite ville de la Sunshine Coast en Colombie-Britannique.
Summerwild a produit et/ou publié près de 40 titres, dont les sorties les plus récentes sont en septembre 2011 et mai 2012. La maison d'édition produit principalement des beaux livres grand format de photographies sur la vie sauvage et l'environnement. Les derniers travaux incluent la série éducative Les Aventures de Buddy Williams, qui s'accompagnent de deux divisions à ce jour, SummerWild et FallGently, accompagnées des Guides d'étude étudiante.